# Bert Bell Award
Il Premio Bert Bell, in inglese Bert Bell Award, premia il miglior giocatore di football americano professionistico dell'anno ed è presentato dal Maxwell Football Club. Il premio onora la memoria di Bert Bell (1895-1959), commissioner della National Football League (NFL) e fondatore del Maxwell Club. I votanti del premio sono i proprietari della franchige NFL, addetti ai lavori del football, capi-allenatore e assistenti oltre che membri del Maxwell Football Club, media nazionali, sia digitali che della carta stampata e giornalisti locali. Il premio consiste in una statuetta dalle sembianze di Bell. Il premio è assegnato il giorno dell'annuale pranzo del club.
Nota: Questo premio non è da confondersi con il Bert Bell Man of the Year Award, presentato dal Bakers Club di Philadelphia.

## Albo d'oro
| Anno | Giocatore           | Squadra              |
| ---- | ------------------- | -------------------- |
| 1959 | Johnny Unitas       | Baltimore Colts      |
| 1960 | Norm Van Brocklin   | Philadelphia Eagles  |
| 1961 | Paul Hornung        | Green Bay Packers    |
| 1962 | Andy Robustelli     | New York Giants      |
| 1963 | Jim Brown           | Cleveland Browns     |
| 1964 | Johnny Unitas       | Baltimore Colts      |
| 1965 | Pete Retzlaff       | Philadelphia Eagles  |
| 1966 | Don Meredith        | Dallas Cowboys       |
| 1967 | Johnny Unitas       | Baltimore Colts      |
| 1968 | Leroy Kelly         | Cleveland Browns     |
| 1969 | Roman Gabriel       | Los Angeles Rams     |
| 1970 | George Blanda       | Oakland Raiders      |
| 1971 | Roger Staubach      | Dallas Cowboys       |
| 1972 | Larry Brown         | Washington Redskins  |
| 1973 | O.J. Simpson        | Buffalo Bills        |
| 1974 | Merlin Olsen        | Los Angeles Rams     |
| 1975 | Fran Tarkenton      | Minnesota Vikings    |
| 1976 | Ken Stabler         | Oakland Raiders      |
| 1977 | Bob Griese          | Miami Dolphins       |
| 1978 | Terry Bradshaw      | Pittsburgh Steelers  |
| 1979 | Earl Campbell       | Houston Oilers       |
| 1980 | Ron Jaworski        | Philadelphia Eagles  |
| 1981 | Ken Anderson        | Cincinnati Bengals   |
| 1982 | Joe Theismann       | Washington Redskins  |
| 1983 | John Riggins        | Washington Redskins  |
| 1984 | Dan Marino          | Miami Dolphins       |
| 1985 | Walter Payton       | Chicago Bears        |
| 1986 | Lawrence Taylor     | New York Giants      |
| 1987 | Jerry Rice          | San Francisco 49ers  |
| 1988 | Randall Cunningham  | Philadelphia Eagles  |
| 1989 | Joe Montana         | San Francisco 49ers  |
| 1990 | Randall Cunningham  | Philadelphia Eagles  |
| 1991 | Barry Sanders       | Detroit Lions        |
| 1992 | Steve Young         | San Francisco 49ers  |
| 1993 | Emmitt Smith        | Dallas Cowboys       |
| 1994 | Steve Young         | San Francisco 49ers  |
| 1995 | Brett Favre         | Green Bay Packers    |
| 1996 | Brett Favre         | Green Bay Packers    |
| 1997 | Barry Sanders       | Detroit Lions        |
| 1998 | Randall Cunningham  | Minnesota Vikings    |
| 1999 | Kurt Warner         | St. Louis Rams       |
| 2000 | Rich Gannon         | Oakland Raiders      |
| 2001 | Marshall Faulk      | St. Louis Rams       |
| 2002 | Rich Gannon         | Oakland Raiders      |
| 2003 | Peyton Manning      | Indianapolis Colts   |
| 2004 | Peyton Manning      | Indianapolis Colts   |
| 2005 | Shaun Alexander     | Seattle Seahawks     |
| 2006 | LaDainian Tomlinson | San Diego Chargers   |
| 2007 | Tom Brady           | New England Patriots |
| 2008 | Adrian Peterson     | Minnesota Vikings    |
| 2009 | Drew Brees          | New Orleans Saints   |
| 2010 | Michael Vick        | Philadelphia Eagles  |
| 2011 | Aaron Rodgers       | Green Bay Packers    |
| 2012 | Adrian Peterson     | Minnesota Vikings    |
| 2013 | Peyton Manning      | Denver Broncos       |
| 2014 | J.J. Watt           | Houston Texans       |
| 2015 | Cam Newton          | Carolina Panthers    |
| 2016 | Matt Ryan           | Atlanta Falcons      |
| 2017 | Carson Wentz        | Philadelphia Eagles  |
| 2018 | Patrick Mahomes     | Kansas City Chiefs   |
| 2019 | Lamar Jackson       | Baltimore Ravens     |
| 2020 | non assegnato       |                      |
| 2021 | Jonathan Taylor     | Indianapolis Colts   |
| 2022 | Jalen Hurts         | Philadelphia Eagles  |
| 2023 | Lamar Jackson       | Baltimore Ravens     |
| 2024 | Saquon Barkley      | Philadelphia Eagles  |